# Adrodamaeus magnisetosus
Adrodamaeus magnisetosus är en kvalsterart som först beskrevs av Ewing 1909.  Adrodamaeus magnisetosus ingår i släktet Adrodamaeus och familjen Gymnodamaeidae. Inga underarter finns listade i Catalogue of Life.